# Jeremy Rockliff
Pour les articles homonymes, voir Rockliff.
Jeremy Page Rockliff, né le 5 février 1970 à Devonport, est un homme politique australien. Membre du Parti libéral, il est député de l'Assemblée de Tasmanie depuis 2002, vice-premier ministre de Tasmanie de 2014 à 2022 puis premier ministre depuis le 8 avril 2022.

## Jeunesse et formation
Rockliff est né le 5 février 1970 à Devonport, en Tasmanie. Il est le fils de Richard et Geraldine Rockliff, la famille de son père étant agriculteur à Sassafras, dans le nord de l'île, depuis les années 1850.

## Carrière politique
En 1992, Jeremy Rockliff rejoint le Parti libéral puis est élu député à l'Assemblée de Tasmanie pour la circonscription de Braddon en 2002. Il est réélu en 2006, 2010, 2014, 2018, 2021 et 2024.
Le 31 mars 2014, il devient vice-premier ministre de Tasmanie, au côté du premier ministre Will Hodgman avant d'être reconduit par Peter Gutwein à partir de 2020.
Le 8 avril 2022, Jeremy Rockliff est élu sans opposition en tant que nouveau chef du Parti libéral de Tasmanie, après que Peter Gutwein eut annoncé sa démission plus tôt dans la semaine. Le même jour, il est assermenté par le gouverneur en tant que 47e premier ministre de Tasmanie, .
Le 5 juin 2025, son gouvernement tombe à la suite du vote d'une motion de censure par 18 voix contre 17, ce qui entraîne des élections anticipées le 19 juillet suivant, au terme desquelles les libéraux conservent le même nombre de députés. Le 6 août suivant, Barbara Baker, gouverneure de Tasmanie, reconduit Rockliff au poste de Premier ministre.